# Vietnamská hymna
Hymna Vietnamu je píseň Tiến Quân Ca (česky Pochod na frontu). Text i hudbu složil v roce 1944 Nguyen Van Cao (1923–1995). V roce 1945 byla píseň přijata za hymnu Vietnamské demokratické republiky (Severního Vietnamu) a po sjednoceni v roce 1976 se stala hymnou celé země.
| „ | Originální text Đoàn quân Việt Nam đi Chung lòng cứu quốc Bước chân dồn vang trên đường gập ghềnh xa Cờ in máu chiến thắng mang hồn nước, Súng ngoài xa chen khúc quân hành ca. Đường vinh quang xây xác quân thù, Thắng gian lao cùng nhau lập chiến khu. Vì nhân dân chiến đấu không ngừng, Tiến mau ra sa trường, Tiến lên, cùng tiến lên. Nước non Việt Nam ta vững bền. Đoàn quân Việt Nam đi Sao vàng phấp phới Dắt giống nòi quê hương qua nơi lầm than Cùng chung sức phấn đấu xây đời mới, Đứng đều lên gông xích ta đập tan. Từ bao lâu ta nuốt căm hờn, Quyết hy sinh đời ta tươi thắm hơn. Vì nhân dân chiến đấu không ngừng, Tiến mau ra sa trường, Tiến lên, cùng tiến lên. Nước non Việt Nam ta vững bền. | Český překlad My, vietnamští vojáci, kupředu kráčíme, jediným cílem je zachránit vlast, Naše spěšné kroky zní na dlouhých strmých cestách. Naše vlajka, zbrocená krví vítězství, představuje ducha naší země. Hluk zbraní v dálce se mísí s naší pochodovou písní. Cesta k vítězství vede podél těl našich nepřátel. Překonáme všechny nesnáze, společně vybudujeme obranné základny. Pro dobro našeho lidu neúnavně bojujme, Spěchejme na bitevní pole! Vpřed! Všichni společně postupujme! Náš Vietnam je silný a věčný. My, vietnamští vojáci, kupředu kráčíme, Zlatá hvězda na naší vlajce ve větru vede náš lid, naši rodnou zemi, ven z bídy a utrpení. Připojme se ke snaze vybudovat nový život. Povstaňme a zpřetrhejme své řetězy. Dlouho jsme svou nenávist skrývali. Buďme připraveni přinést oběti a náš život bude radostný. Pro dobro našeho lidu neúnavně bojujme, Spěchejme na bitevní pole! Vpřed! Všichni společně postupujme! Náš Vietnam je silný a věčný. | “ |